# Аиди
Аиди е порода кучета, произхождащи от Мароко. Породата е призната от Международната федерация по кинология със стандарт № 247. В Мароко се използват като стражеви, ловни и полицейски кучета, както и като домашни любимци. Продължителността им на живот е около 12 години.

## Названия
Тези кучета имат различни наименования в зависимост от местообитанието им, но общото им название е атласки кучета. В Мароко те са наричани аиди, а в Алжир – кабилски кучета или шуая, по името на коренното население. Тази порода е наричана още бербер, заради берберските племена, които са го използвали.

## История
Аиди е порода с официално признат произход от района на Атласките планини в Мароко. В продължение на столетия, или дори хилядолетия, породата е използвана от берберите от Мароко, Либия и Алжир за защита на имуществото и стадата им от овце и кози. През II век пр.н.е. тези територии са завоювани от финикийците, а по-късно – и от древните римляни. И едните, и другите, активно използват кучета в бита си, така че е напълно възможно да се е получило смесване на местни и придошли породи. Възможно е жителите на Северна Африка да са опитомили сами диви аиди, или завоевателите да са ги довели по тези места.
Тези кучета никога не са използвани от пастирите, а само като защитници на стадата и имуществото на стопаните си от диви животни. И въпреки че понякога са наричани овчарки, всъщност те са типични планински кучета. Поради силното си обоняние са използвани за откриване на дивеча при лов, където работят в двойка с хрътки. Аидито намира и вдига дивеча, а хрътката го догонва и улавя. Като защитник на пустинните номадски племена, най-шумните и агресивни кучета са завързвани по периметъра на лагера през нощта.
Предполага се, че тези кучета са предци на пиренейските планински кучета, с които имат много общи черти. Броят на аидите е малък, поради което в различни страни са създадени клубове за тяхната защита и размножаване.
При първото стандартизиране на породата през 1963 година, аидито е класифицирано като овчарско куче. Тази грешка е поправена в стандарта от 1969 година, където то вече е горско, догообразно куче.

## Външен вид
Аидито достига височина при холката от 51 до 63 cm и тегло около 25 kg. Цялото тяло на кучето е мощно и мускулесто, с широки гръб и гърди и леко прибран корем. Покрито е с много плътна, дебела, мека, устойчива на атмосферните условия козина, с дължина около 6 cm. По муцуната и ушите тя е по-къса и не така гъста. На шията и под гърлото козината е много гъста и образува грива, особено обемна при мъжките екземпляри. Бедрата и опашката също са покрити с гъста и дълга козина и именно изобилието на козина по опашката говори за чистотата на породата. Гъстата козина предпазва кучетата от лошото време и служи като защита при схватка с противниците. Основният ѝ цвят е бял, но може да бъде черен, черно-петнист, жълто-кафяв, светло рижав.
Главата има характерна, меча форма, конична, пропорционална на останалата част от тялото, с плавен преход към заострената муцуна. Черепната част е плоска и широка, с незначителна медиална бразда. Муцуната също е конична, малко по-къса от черепа, а съотношението между нея и черепа е 5ː6. Челюстта е силна, устните са сухи и плътни, носът – широк, с добре отворени ноздри. Устните и носа са черни или кафяви, в зависимост от цвета на козината. Очите са тъмни, в различни оттенъци, също съобразно цвета на козината. При светлите кучета добре пигментираните клепачите изглеждат оцветени. Ушите са средни по размер, обърнати напред, леко клепнали и закръглени в краищата. Горната част на главата остава напълно открита. Когато кучето се ослушва, ушите се обръщат напред още повече.
Крайниците на тези кучета са силни, мускулести, завършващи с кръгли лапи. Опашката е дълга и рунтава, в покой – отпусната и леко свита, а при движение – повдигната.

## Темперамент
Като всички стражеви кучета, аидите винаги са бдителни и са изключително добри пазачи. Много са привързани към семейството, при което живеят. Съществува мнение, че могат да бъдат опасни за децата, но при правилно възпитание, те стават нежни и внимателни с тях. Кучетата са много енергични и не търпят бездействие. Те са послушни и предани, но имат нужда от постоянна заетост, която да дава храна на ума им и да изразходва неизтощимата им енергия. За бързото възприемане при обучение и за уравновесения им характер говори и фактът, че във Франция те се подготвят за кучета-водачи.

## Грижи и поддръжка
Гъстата козина на аидите линее два пъти годишно и през това време трябва често да бъде разчесвана. Между тези периоди е достатъчно разресването да се прави един път седмично. Няколко пъти годишно кучето трябва да бъде къпано.
Кучетата от тази порода не се чувстват зле в апартамент, стига през цялото време да имат работа или интересни занимания. Все пак, по-добре е те да се отглеждат в частни къщи с двор, или на село.
Аидите са особено уверени в себе си и са склонни да поемат доминираща роля. Затова, от най-ранна възраст, е необходимо твърдо, но внимателно обучение с приучаване към водещата роля на човека и безпрекословно подчинение. При неправилно възпитание, те могат да станат агресивни, или прекалено плахи. Затова за обучението им е необходим опитен специалист.